# Plätlinsee
Der  Plätlinsee liegt in der Mecklenburgischen Seenplatte südöstlich von Mirow und südlich von Neustrelitz im Süden Mecklenburg-Vorpommerns. Der langgestreckte See ist maximal 3,8 Kilometer lang und bis zu 700 Meter breit. Er ist durch eine schmale Halbinsel in einen Süd- und einen Nordteil gegliedert. Im Nordteil befindet sich die etwa 19 Hektar große und zu Großteilen bewaldete Insel Hühnenwerder. Große Teile des Seeufers sind moorig und haben einen breiten Schilfgürtel.
Die Wasserfläche befindet sich vollständig auf dem Gemeindegebiet Wustrow, dessen Hauptort Wustrow sich am Südwestufer des Sees befindet. Hier existiert auch eine Umtragestelle für Wasserwanderer zum Klenzsee. Wasserwanderer dürfen den See nur innerhalb des betonnten Bereiches Richtung Schwaanhavel durchqueren.
Nach Süden hat der Plätlinsee einen kleinen Zufluss (Reeksgraben) zum Großen Pälitzsee. Im Norden verlässt die Schwaanhavel den See.
Der Nordteil des Sees sowie große Teile des Westufers liegen zusammen mit angrenzenden Flächen im 319 Hektar großen Naturschutzgebiet Nordufer Plätlinsee.
Der Name leitet sich von einem slawischen Personennamen *Platla ab.